# サン＝ジルダ＝ド＝リュイス
サン＝ジルダ＝ド＝リュイス （Saint-Gildas-de-Rhuys、ブルトン語:Lok-Weltaz/Sant-Weltaz）は、フランス、ブルターニュ地域圏、モルビアン県のコミューン。

## 地理
リュイス半島に位置し、その海岸はモル・ブラス湾（fr）に向かって開いている。

## 歴史
ブリテン島からギルダス（フランス語名ではジルダ）という修道士が6世紀にこの地にやってきて、リュイス半島にケルト系キリスト教の修道院をたてた。全ての生活はこの時に始まる。未開の森が開発され、塩田で塩が作られ、最初の製粉所が収穫された穀物を挽くようになった。サルゾーやアルゾンといったまちはまだなかったが、リュイス半島にあるサン＝ジルダ修道院の影響力は半島の境界を超えて伝わった。
フランス革命時代、まちは単にサン＝ジルダと呼ばれたが、一般的にはアベラールと呼ばれていた。

## 人口統計
| 1962年 | 1968年 | 1975年 | 1982年 | 1990年 | 1999年 | 2006年 |
| ------ | ------ | ------ | ------ | ------ | ------ | ------ |
| 971    | 911    | 980    | 1035   | 1141   | 1436   | 1601   |